# Генріх Швабе
Самуе́ль Генріх Шва́бе (нім. Samuel Heinrich Schwabe; 25 жовтня 1789 — 11 квітня 1875) — німецький астроном і ботанік. Відкрив одинадцятирічний цикл сонячної активності (цикл Швабе).

## Життєпис
Народився в Дессау у сім'ї лікаря, у 1806—1809 роках брав участь у сімейному аптечному бізнесі, а у 1810—1812 здобував фармацевтичну освіту у Берлінському університеті. Після закінчення університету повернувся до Дессау, де продовжував працювати в аптеці. Після продажу аптеки у 1829 році присвятив себе природничим наукам. Ще у роки навчання в університеті Швабе захопився астрономією, і протягом 17 років — з 1826 до 1843 кожного ясного дня проводив спостереження за Сонцем. На початках він прагнув виявити гіпотетичну інтрамеркуріальну планету (орбіта якої розташована ближче до Сонця, ніж орбіта Меркурія), для якої було вигадане ім'я Вулкан. У 1831 вів також спостереження червоної плями Юпітера. Систематично вів спостереження за сонячними плямами. Аналізуючи багаторічні спостереження сонячних плям, у 1843 році виявив, що їх кількість на Сонці змінюється з певною закономірністю. Наприклад, у 1828 і 1829, точно так же, як і у 1836—1839, Сонце жодного дня не залишалось без плям, тоді як у 1833 і 1843 роках протягом половини усіх днів спостережень на ньому не було плям. У 1828 році Швабе нарахував на Сонці загалом 225 плям, у 1833-му — лише 33, у 1837-му — 333, а у 1843-му — всього лиш 34 плями. Отже мінімуми і максимуми кількості плям повторювались приблизно через 10 років.
Результати своїх спостережень Швабе опублікував у праці «Спостереження Сонця протягом 1843 року» (англ. «Solar Observations during 1843»). Ця публікація не привернула широкої уваги наукового товариства, але на директора Бернської обсерваторії Р. Вольфа вона справила настільки значне враження, що він організував у себе в обсерваторії регулярні спостереження сонячних плям. Трохи згодом Р. Вольф уточнив період появи плям на Сонці — 11 років. Коли А. Гумбольдт у третьому томі своєї фундаментальної праці «Космос» (нім. «Kosmos – Entwurf einer physischen Weltbeschreibung»), виданому у 1851, навів статистику сонячних плям з 1826, відкриття Швабе отримало загальне визнання.
За своє відкриття Швабе отримав у 1857 році Золоту медаль Королівського астрономічного товариства Великої Британії, а у 1868-му його було обрано іноземним членом Лондонського королівського товариства.
Після смерті Швабе у 1875 році в Дессау 31 том результатів його астрономічних спостережень було передано на зберігання у Лондонське королівське астрономічне товариство і знаходиться в архіві Товариства у Лондоні.
Поряд з астрономією, Швабе займався також ботанікою. У 1838 році він видав «Flora Anhaltina» — велику працю про флору своєї батьківщини, а також зібра гербарії рослин низки країн і парків Дессау.
У 1841 одружився з Ернестиною Амалією Молденхоєр.